# James Gordon (Batman)
James W. Gordon er en fiktiv person, der optræder i tegneserier udgivet af DC Comics, og han bliver hovedsageligt associeret med superhelten, Batman. Karakteren havde sin debut i det første panel i Detective Comics #27 (maj 1939), der også var første gang, Batman optrådte, hvor han blev omtalt som politiinspektør Gordon. Karakteren blev skabt af Bill Finger og Bob Kane. Politiinspektør Gordon var fra starten af Batmans allierede, hvilket gør ham til den første Batman-supportkarakter, som blev introduceret.
Som politikommissær i Gotham City deler Gordon Batmans ønske og engagement i at få udryddet kriminalitet i byen. Han bliver typisk portrætteret som at have fuldstændig tillid til Batman, og er tilmed afhængig af ham til en vis grad. I mange moderne historier er Gordon mere eller mindre skeptisk overfor Batmans selvtægtsmetoder, men han mener stadig, at Gotham har brug for Batman. De har respekt for hinanden og et stiltiende venskab. Gordon er far eller adoptivfar (afhængig af kontinuiteten) til Barbara Gordon, den første moderne Batgirl og informationsmægler Oracle. Jim Gordon har også en søn, James Gordon Jr., der optrådte første gang i Batman: Year One.
Som en af Batmans notable og varige karakterer har han optrådt i mange former uden for tegneserien, og han er blevet spillet af en række skuespillere; Neil Hamilton, Ben McKenzie, Lyle Talbot, Pat Hingle, Gary Oldman, J.K. Simmons og Jeffrey Wright.